# José Aguilar
José Aguilar  Pulsán (ur. 19 grudnia 1959 w Guantánamo, zm. 4 kwietnia 2014 tamże) – kubański bokser kategorii lekkopółśredniej, brązowy medalista olimpijski. Na Letnich Igrzyskach Olimpijskich 1980 w Moskwie zdobył brązowy medal olimpijski.